# Valentina Belotti
Pour les articles homonymes, voir Belotti.
Valentina Belotti, née le 14 avril 1980 à Edolo, est une athlète italienne spécialisée en course en montagne et en kilomètre vertical. Elle a remporté le titre de championne du monde de course en montagne 2009 et a remporté le Grand Prix WMRA 2012.

## Biographie
Elle signe ses premiers succès en course en montagne en 2002. Elle termine sixième aux championnats d'Europe de course en montagne à Camara de Lobos et remporte le Grand Prix Montagne Olimpiche à Sauze d'Oulx devant Angela Mudge. Elle termine de plus quatrième au Challenge Stellina et à la course de Šmarna Gora, ce qui lui rapporte suffisamment de points pour se classer troisième du Grand Prix WMRA 2002.
Elle se concentre ensuite quelques années en cross-country et signe son meilleur résultat aux championnats du monde de cross-country 2004 en terminant 23e du parcours court. Elle connaît ensuite une mauvaise passe en 2007 et 2008 avec des blessures à répétition.
Suivant les conseils de son futur mari, elle fait son retour sur le devant de la scène en 2009. Elle décroche la médaille d'argent le 12 juillet 2009 lors des championnats d'Europe de course en montagne à Telfes. Le 6 septembre 2009, elle termine deuxième des championnats du monde de course en montagne derrière sa compatriote Elisa Desco. Cette dernière est ensuite contrôlée positive à l'EPO et Valentina hérite du titre de championne du monde.
En 2010, elle décroche la médaille d'argent lors des championnats d'Europe et du monde et devient championne d'Italie de course en montagne en remportant le Mémorial Partigiani Stellina.
En 2012, elle remporte la montée du Grand Ballon, décroche la médaille d'argent aux championnats du monde de course en montagne et termine troisième de la course de Šmarna Gora. Ces deux dernières courses lui rapportent suffisamment de points pour remporter le Grand Prix WMRA devant la Tchèque Iva Milesová. Durant cette année, elle épouse Emanuele Manzi, également coureur en montagne, et remporte la course d'escaliers du Taipei 101 pour la seconde fois.
Elle décroche encore des médailles d'argent lors des championnats d'Europe 2013 et du monde 2016. Cette année, elle remporte son second titre national.
En 2013, elle devient championne d'Italie de kilomètre vertical à Chiavenna. Titre qu'elle remporte à nouveau en 2016, 2017 et 2019.
Le 24 novembre 2019, elle remporte la victoire de la course d'escaliers de la tour Shanghai.
Le 11 octobre 2020, elle effectue une excellente course lors du kilomètre vertical Chiavenna-Lagùnc mais voit la victoire lui échapper pour 35 centièmes derrière l'Irlandaise Sarah McCormack. L'épreuve comptant comme championnats d'Italie de kilomètre vertical, elle remporte son cinquième titre.

## Palmarès

### Route/Cross
| Année | Compétition                            | Lieu                   | Place | Épreuve       | Performance |
| ----- | -------------------------------------- | ---------------------- | ----- | ------------- | ----------- |
| 2004  | Championnats du monde de cross-country | Bruxelles              | 23e   | Cross-country | 13 min 51 s |
| 2004  | Semi-marathon Corripavia               | Pavie                  | 3e    | Semi-marathon | 13 min 51 s |
| 2006  | Championnats d'Europe de cross-country | San Giorgio su Legnano | 22e   | Cross-country | 26 min 24 s |

### Course en montagne
| no  | féminin            | Course                                      | Longueur | Départ            | Temps           |
| --- | ------------------ | ------------------------------------------- | -------- | ----------------- | --------------- |
| 6e  | 6e                 | Championnats d'Europe de course en montagne | 8 km     | 7 juillet 2002    | 42 min 47 s     |
| 2e  | Médaille d'argent  | Championnats d'Europe de course en montagne | 9,4 km   | 12 juillet 2009   | 55 min 28 s     |
| 1re | Médaille d'or      | Championnats du monde de course en montagne | 8,6 km   | 6 septembre 2009  | 44 min 4 s      |
| 2e  | Médaille d'argent  | Championnats d'Europe de course en montagne | 9 km     | 4 juillet 2010    | 39 min 29 s     |
| 12e | Médaille d'or      | Kilomètre vertical Chiavenna-Lagùnc         | 3,3 km   | 25 juillet 2010   | 38 min 50 s     |
| 1re | Médaille d'or      | Mémorial Partigiani Stellina                | 7,6 km   | 22 août 2010      | 44 min 37 s     |
| 2e  | Médaille d'argent  | Championnats du monde de course en montagne | 8,5 km   | 5 septembre 2010  | 50 min 8 s      |
| 4e  | 4e                 | Championnats d'Europe de course en montagne | 8,5 km   | 10 juillet 2011   | 49 min 40 s     |
| 18e | Médaille d'or      | Kilomètre vertical Chiavenna-Lagùnc         | 3,3 km   | 17 juillet 2011   | 39 min 1 s      |
| 1re | Médaille d'or      | Montée du Grand Ballon                      | 10 km    | 17 mai 2012       | 45 min 50 s     |
| 2e  | Médaille d'argent  | Championnats du monde de course en montagne | 8,8 km   | 2 septembre 2012  | 47 min 4 s      |
| 3e  | Médaille de bronze | Course de Šmarna Gora                       | 10 km    | 6 octobre 2012    | 52 min 35 s     |
| 3e  | Médaille de bronze | Trophée Vanoni                              | 5 km     | 21 octobre 2012   | 22 min 20 s     |
| 1re | Médaille d'or      | Montée du Grand Ballon                      | 8,4 km   | 2 juin 2013       | 47 min 7 s      |
| 20e | Médaille d'or      | Neirivue-Moléson                            | 11,2 km  | 16 juin 2013      | 1 h 16 min 15 s |
| 2e  | Médaille d'argent  | Championnats d'Europe de course en montagne | 8,8 km   | 6 juillet 2013    | 52 min 54 s     |
| 16e | Médaille d'or      | Kilomètre vertical Chiavenna-Lagùnc         | 3,3 km   | 14 juillet 2013   | 37 min 43 s     |
| 1re | Médaille d'or      | Montée du Grand Ballon                      | 8 km     | 15 juin 2014      | 47 min 41 s     |
| 24e | Médaille d'argent  | Course du Mont Washington                   | 12,2 km  | 21 juin 2014      | 1 h 11 min 58 s |
| 9e  | 9e                 | Championnats d'Europe de course en montagne | 8,1 km   | 12 juillet 2014   | 42 min 40 s     |
| 20e | Médaille d'or      | Vertical Nasego                             | 4,2 km   | 14 mai 2016       | 39 min 23 s     |
| 6e  | 6e                 | Championnats d'Europe de course en montagne | 8,5 km   | 2 juillet 2016    | 45 min 17 s     |
| 36e | Médaille d'argent  | Dolomites Vertical Kilometer                | 2,4 km   | 15 juillet 2016   | 39 min 6 s      |
| 2e  | Médaille d'argent  | Championnats du monde de course en montagne | 7,3 km   | 11 septembre 2016 | 40 min 47 s     |
| 25e | Médaille d'or      | Kilomètre vertical Chiavenna-Lagùnc         | 3,3 km   | 9 octobre 2016    | 38 min 17 s     |
| 49e | Médaille d'argent  | Vertical Grèste de la Mughéra               | 3,7 km   | 14 octobre 2016   | 53 min 15 s     |
| 41e | Médaille d'or      | Vertical Nasego                             | 3,7 km   | 29 avril 2017     | 43 min 9 s      |
| 3e  | Médaille de bronze | Montée du Grand Ballon                      | 9 km     | 11 juin 2017      | 52 min 39 s     |
| 21e | Médaille d'or      | Santa Caterina Vertical Kilometer           | 3 km     | 16 juin 2017      | 41 min 26 s     |
| 6e  | 6e                 | Championnats du monde de course en montagne | 8,3 km   | 8 juillet 2017    | 54 min 30 s     |
| 34e | Médaille de bronze | Vertical Nasego                             | 3,7 km   | 18 mai 2019       | 43 min 6 s      |
| 7e  | 7e                 | Championnats d'Europe de course en montagne | 10,1 km  | 7 juillet 2019    | 1 h 5 min 6 s   |
| 19e | Médaille d'argent  | DoloMyths Run Vertical Kilometer            | 2,4 km   | 19 juillet 2019   | 40 min 35 s     |
| 17e | Médaille d'or      | Vertical Nasego                             | 3,7 km   | 3 octobre 2020    | 43 min 12 s     |
| 46e | Médaille d'argent  | Kilomètre vertical Chiavenna-Lagùnc         | 3,3 km   | 11 octobre 2020   | 39 min 3 s      |
| 31e | Médaille de bronze | Vertical Nasego                             | 4,2 km   | 3 septembre 2022  | 42 min 18 s     |
| 21e | Médaille d'or      | Championnats d'Italie de kilomètre vertical | 4,1 km   | 15 octobre 2023   | 42 min 9 s      |
| 27e | Médaille d'argent  | Vertical Grèste de la Mughéra               | 4,0 km   | 28 octobre 2023   | 47 min 44 s     |